# Pieter Dirkszoon Keyser
Pieter Dirkszoon Keyser (1540— 11 septembre 1596), latinisé en Petrus Theodori, est un navigateur néerlandais qui cartographia le ciel austral.
Après plusieurs voyages au Brésil, Keyser participa en tant que second maître et chef navigateur à la première expédition hollandaise vers les Indes orientales (le "Eerste Schipvaart"), qui quitta Texel avec quatre navires le 2 avril 1595. Il avait été spécialement entraîné par Petrus Plancius pour cartographier les étoiles australes. Quand la flotte parvint finalement à se procurer des denrées fraîches à Madagascar le 13 septembre, 71 des 248 marins avaient péri, la plupart du scorbut. L'équipage survivant resta plusieurs mois sur l'île, pour reprendre des forces et faire des réparations, et Keyser y fit probablement la plupart de ses observations célestes. Il fut aidé dans ce travail par Frederick de Houtman et Vechter Willemsz. Après avoir quitté l'île, il fallut à nouveau quatre mois (de février à juin 1596) pour que les navires atteignent Sumatra et finalement Bantam sur Java. Les négociations commerciales tournèrent mal, peut-être à cause de perturbateurs portugais, peut-être par inexpérience, l'équipage fut donc forcé de trouver de l'eau potable et de la nourriture sur Sumatra à travers le détroit de la Sonde, et Keyser mourut vraisemblablement lors de cette traversée. Le 14 août 1597, 81 survivants regagnèrent Texel, dont de Houtman, qui rapporta probablement les observations de Keyser à Plancius. 
Keyser et de Houtman sont crédités pour la création de douze nouvelles constellations du ciel austral, qui ont été conservées en tant que constellations modernes. Ils cataloguèrent 135 étoiles durant leur périple. Plancius qui avait commandé le travail récupéra leur notes et arrangea les étoiles en constellations auxquelles il donna un nom. La plupart furent nommées d'après les créatures que les explorateurs du XVIe siècle avaient rencontrées (par exemple l'oiseau de paradis, le caméléon, le toucan et le poisson volant). Elles furent indiquées sur le globe céleste de Plancius fin 1597, qui fut publié par Jodocus Hondius. Willem Janszoon Blaeu copia ces constellations sur un globe de 1602 et créa un nouveau globe en 1603 à partir des observations faites par Frederick de Houtman lors d'un second voyage aux Indes orientales. Johann Bayer copia les constellations australes à partir d'un globe de Plancius/Hondius dans son catalogue d'étoiles de 1603 Uranometria, attribuant la cartographie à un "Petrus Theodori" mais ne signalant pas leur publication antérieure, et il est donc souvent crédité à tort pour les avoir introduites.
L'astéroïde (10655) Pietkeyser est nommé en son honneur.

## Liste des constellations créées
Les 12 constellations créées par Pieter Dirkszoon Keyser et Frederick de Houtman entre 1595 et 1597, introduites par Johann Bayer dans son ouvrage Uranometria de 1603.
- Oiseau de paradis
- Caméléon
- Dorade
- Grue
- Hydre mâle
- Indien
- Mouche
- Paon
- Phénix
- Triangle austral
- Toucan
- Poisson volant

## Sources
- (en) « Jim Fuchs' "Filling the Sky" 2003 »(Archive.org • Wikiwix • Archive.is • Google • Que faire ?)
- (en) Ian Ridpath's Star Tales